# Fran Cotton
Francis Edward Cotton, detto Fran (Wigan, 3 gennaio 1947), è un ex rugbista a 15 internazionale per l'Inghilterra tra il 1971 e il 1981 nel ruolo di pilone; rappresentò anche i British Lions tra il 1974 e il 1980.
Dopo la fine della carriera agonistica divenne imprenditore nel ramo tessile e fornitore di equipaggiamento sportivo

## Biografia
Nato a Wigan ― all'epoca nella contea del Lancashire, oggi nella Grande Manchester ― e figlio di un ispettore minerario che aveva giocato a rugby a 13 nel ruolo di tallonatore, Fran Cotton compì gli studi a Newton-le-Willows nel Merseyside.
A 18 anni si impiegò anch'egli nell'industria mineraria e nel 1966 entrò nel Liverpool (successivamente Liverpool St. Helen's), club nel quale rimase 4 stagioni, per poi iniziare gli studi universitari a Loughborough nel 1970; all'epoca aveva già alle spalle una presenza nella rappresentativa Lancashire, la finale del campionato delle contee 1968-69 vinto contro la Cornovaglia.
Passato nel frattempo al Coventry, intraprese nel 1973 il tour inglese in Nuova Zelanda nel corso del quale i Bianchi conquistarono la prima vittoria contro gli All Blacks sul loro terreno (all'Eden Park di Auckland, in un incontro del quale la stampa locale disse che la prestazione degli uomini di casa fu la peggiore in anni di rugby internazionale), nonché la seconda in assoluto dopo la prima di Twickenham del 1936 con la firma di Aleksandr Obolenskij.
Fu, tuttavia, con i British Lions che Cotton ebbe le più rilevanti esperienze internazionali: scese in campo in svariati incontri, di cui sette test match, in tre tour della selezione interbritannica, due in Sudafrica e uno in Australia.
Particolarmente turbolento fu quello del 1974 in Sudafrica, nel corso del quale, per contrastare il gioco intimidatorio e rude dei loro avversari Springbok, i britannico-irlandesi decisero un assalto in massa ai loro antagonisti durante uno degli incontri, quello di Port Elizabeth, passato alla storia come The Infamous 99 Call, dal nome del codice usato dal capitano Willie John McBride per guidare i suoi compagni all'assalto.
Riportò la vittoria in detta serie, poi tre anni più tardi nel 1977 in Australia e successivamente nel 1980 di nuovo in Sudafrica non ripeté la stessa impresa, perdendo entrambe le serie.
Ancora, nel 1980, vinse il Cinque Nazioni con il Grande Slam e nel 1981 si ritirò dalle competizioni a causa dei postumi di un presunto attacco cardiaco occorsogli dopo la sua ultima gara, una sconfitta 19-21 contro il Galles; tuttavia la diagnosi era sbagliata, e la sua salute non era in pericolo.
Nel 1987 fondò la propria compagnia d'abbigliamento sportivo, la Cotton Traders, in coppia con un ex compagno di squadra, Steve Smith, della quale, ritiratosi dalla conduzione attiva, è direttore commerciale.
Nel 1997 fu chiamato nel ruolo di manager del tour dei British Lions, ancora una volta in Sudafrica; la spedizione si risolse in una vittoria per 2 incontri a 1, che fu l'ultima per gli interbritannici prima di quella in Australia del 2013.
Per il suo stile di gioco e la sua stazza (più di un quintale di peso su 189 centimetri d'altezza), Cotton ricevette il soprannome di «gigante buono».
Vanta anche diverse convocazioni nel club a inviti dei Barbarians tra il 1972 e il 1979.